# Chwaścice
Chwaścice – wieś sołecka w Polsce położona w województwie świętokrzyskim, w powiecie jędrzejowskim, w gminie Jędrzejów.
W latach 1975–1998 miejscowość administracyjnie należała do województwa kieleckiego.
| SIMC    | Nazwa    | Rodzaj     |
| ------- | -------- | ---------- |
| 0240141 | Folwark  | przysiółek |
| 0240129 | Gaj      | część wsi  |
| 0240135 | Żabiniec | osada      |